# Disney Channel (Polonia)
Disney Channel es un canal de televisión por suscripción polaco propiedad de Disney Branded Television, una unidad de Walt Disney Direct-to-Consumer & International de The Walt Disney Company, enfocado en la programación infantil y juvenil. Se lanzó en Polonia el 2 de diciembre de 2006, como un feed de video dentro de la señal de Disney Channel EMEA, que también se transmitía en los países balcánicos, Turquía, el Medio Oriente y África. En 2010, se lanzó un feed localizado dirigido exclusivamente a Polonia.
Se encuentra disponible en Plataforma Canal+, Cyfrowy Polsat, Neostrada TP z telewizją y Telewizja na kartę y por cable desde Vectra y ASTER.
Es una de las cadenas infantiles más vistas de Polonia.

## Historia
La versión polaca de Disney Channel se lanzó el 2 de diciembre de 2006 a las 17:00 (GMT+1) con la película Los Increíbles. 
Hasta el 8 de mayo de 2010 el canal emitía durante 16 horas, a partir del 9 de mayo de 2010 emite las 24 horas. Hasta el 1 de diciembre del mismo año estaba libre de publicidad. 
Algunos de los programas que se han emitido incluyen: American Dragon: Jake Long, Brandy & Mr. Whiskers, Kim Possible, Lilo & Stitch: The Series, The Emperor's New School, Classic Cartoons, Fillmore!, Goof Troop, House of Mouse, Lloyd in Space, Recess, The Buzz on Maggie, The Legend of Tarzán, Quack Pack, Hannah Montana, Boy Meets World, Phil of the Future, Smart Guy, That Raven, The Suite Life of Zack & Cody y la serie de Nickelodeon Los padrinos mágicos. 
Otras series posteriores emitidas fueron Violetta, Soy Luna, Once The Next Step, Bia.  También se emiten películas, programas, series y los Disney Channel Games.
El 1 de mayo de 2011, el canal cambió su logotipo.

## Programación
Disney Channel Polonia incluye un bloque de Disney Junior que se transmite todos los días de 6 a 8 de la mañana.
También posee un bloque que transmite películas de Disney, llamado "Film Time!". Se transmite los sábados y domingos a las 10 de la mañana y 7 de la tarde.